# ウラル機関車
ウラル機関車（ロシア語: Уральские локомотивы、英語: Ural Locomotive）は、ロシア連邦の鉄道車両メーカー。スヴェルドロフスク州のヴェルフナヤ・ピシュマに本社や工場を有しており、シナラ・グループに属する持株会社「シナラ・トランスポート・マシーンズ」の子会社である。

## 概要
ソビエト連邦時代、同国で使用されていた貨物用直流電気機関車は現在のジョージアの首都であるトビリシに工場を有するトビリシ電気機関車工場で主に生産されており、ソビエト連邦の崩壊後はロシアにおける生産拠点が必要となっていた。加えて、トビリシ電気機関車工場製のものも含めたソビエト連邦時代の車両の老朽化も大きな課題となっていた。
そこで、シナラ・グループは1970年代に機械の製造・溶接業を目的としてヴェルフナヤ・ピシュマに建造されながらも遊休地となっていた工場施設を活用する事を決定し、2003年にウラル鉄道技術工場（Уральский завод железнодорожного машиностроения、УЗЖМ）を設立し、大規模な修繕や機器の更新を経て、2006年から新型電気機関車の製造を本格的に開始した。そして2010年、シナラ・グループはドイツのシーメンスと協定を結び合弁企業であるウラル機関車を設立し、工場の運営権を継承した。
以降、同社はヴェルフナヤ・ピシュマの工場を使い、シーメンスの技術協力を活用した最新鋭の機器を搭載する鉄道車両を生産しており、電気機関車に加えて都市間高速電車「ラースタチカ」の製造も行っている。更に、2025年時点で計画が進んでいるモスクワ - サンクトペテルブルク間を結ぶ高速鉄道についても、ウラル機関車が車両製造を担当する事になっている。一方、2022年以降のロシア連邦のウクライナ侵攻の影響で同年5月にシーメンスはロシア市場からの撤退を発表しており、6月以降ウラル機関車はシナラ・トランスポート・マシーンズの完全子会社になっている。

## 主要製品

### 電気機関車

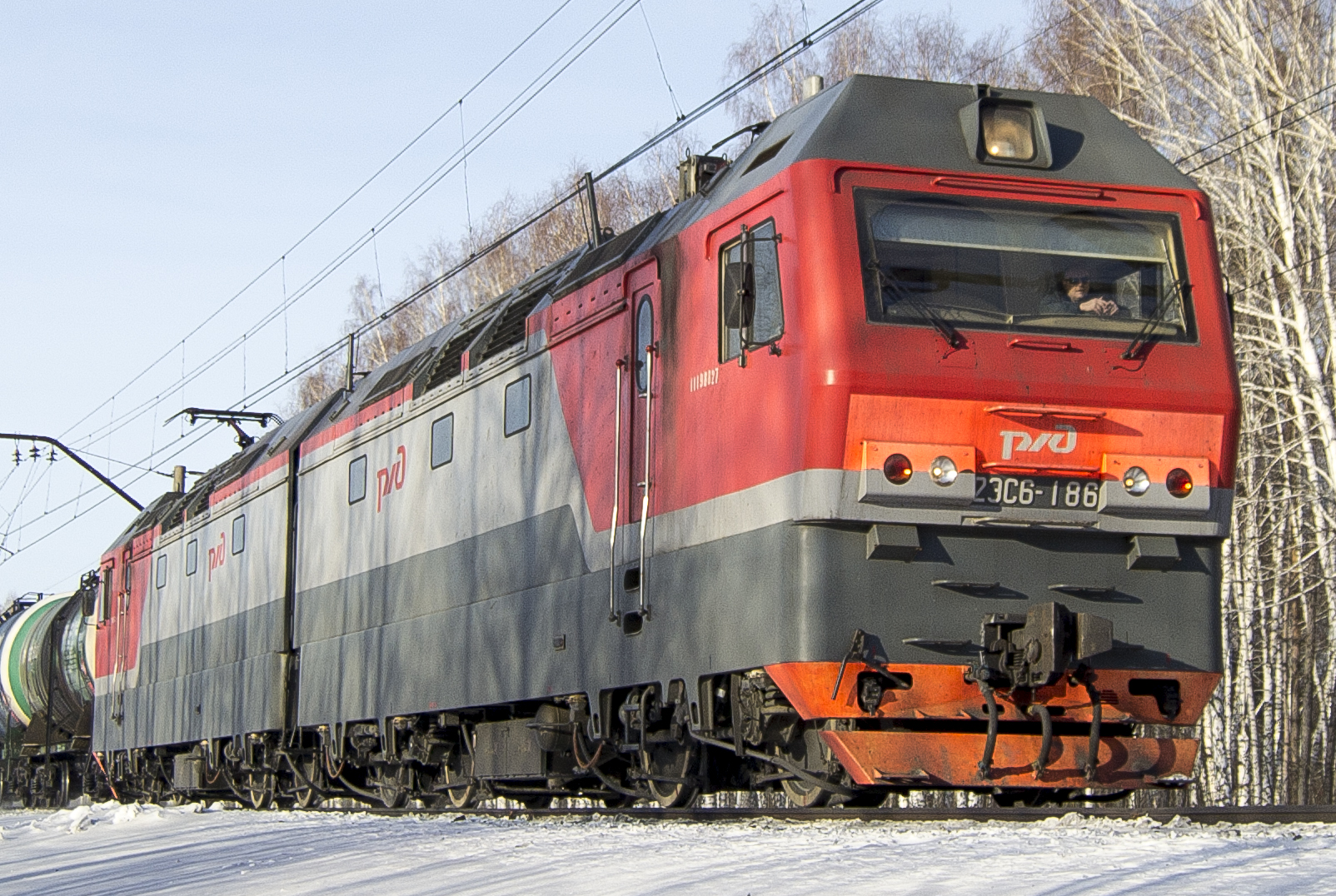
2ES6形 貨物用直流電気機関車「シナラ」（2車体連結型）
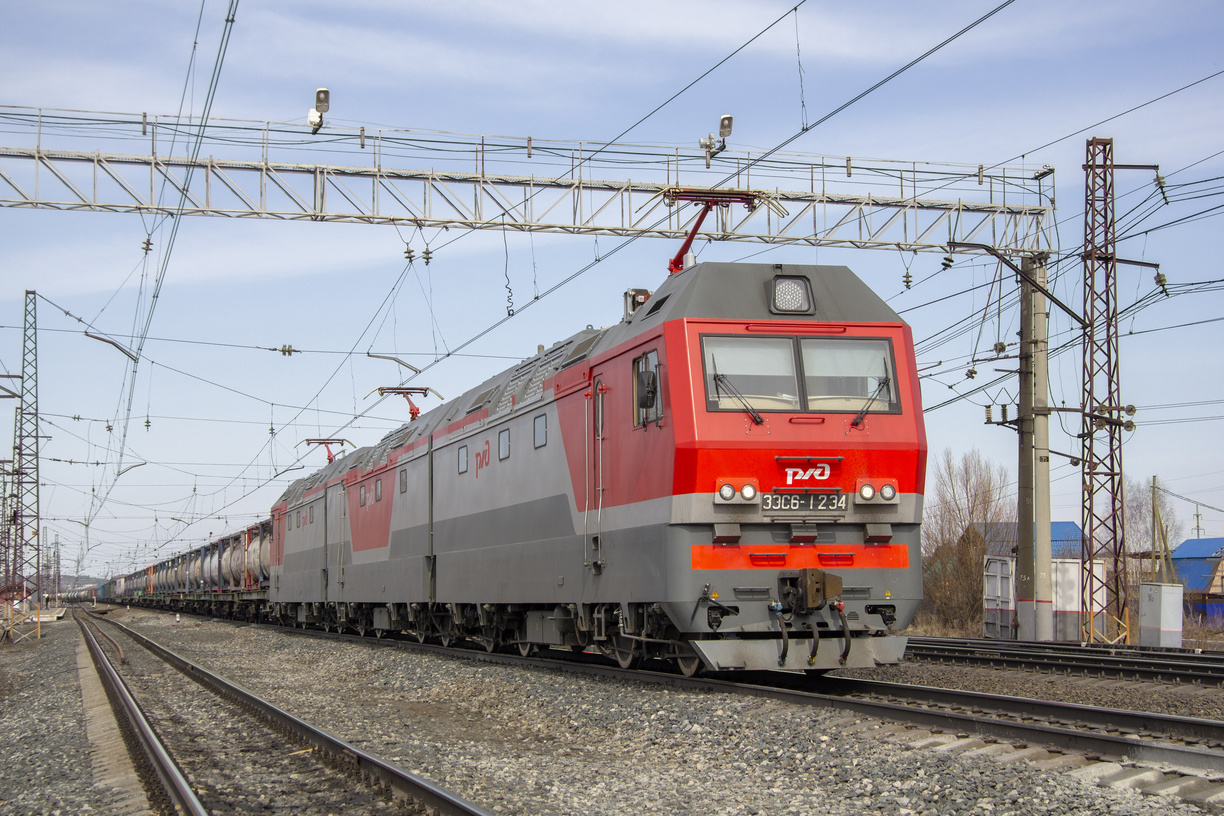
3ES6形 貨物用直流電気機関車「シナラ」（3車体連結型）
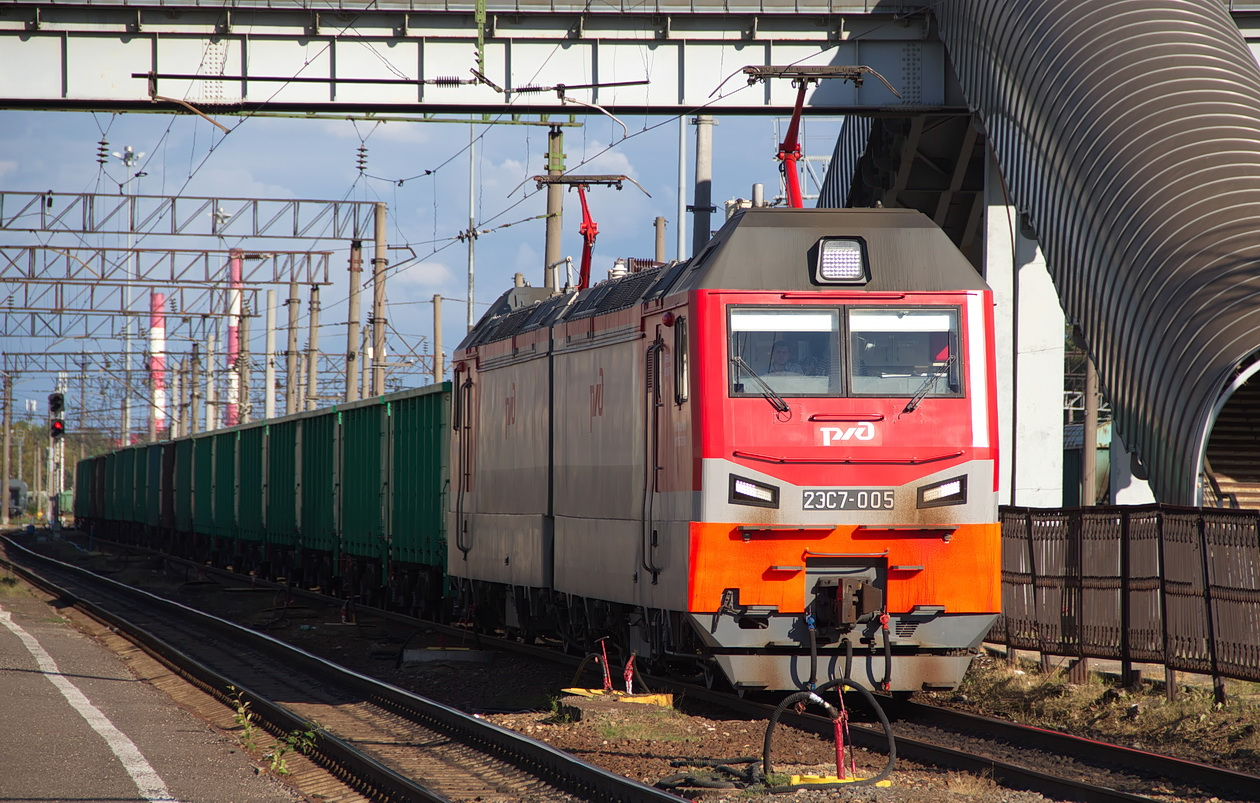
2ES7形 貨物用交流電気機関車（2車体連結型）
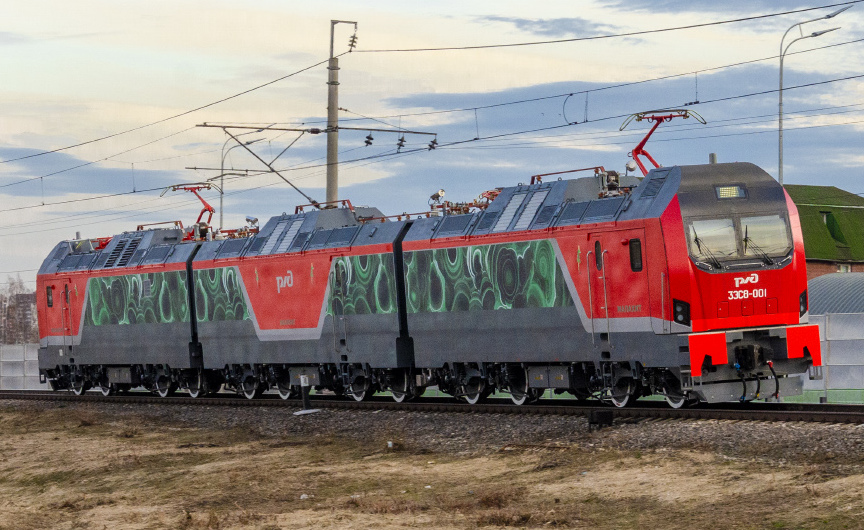
3ES8形 貨物用直流電気機関車（3車体連結型）
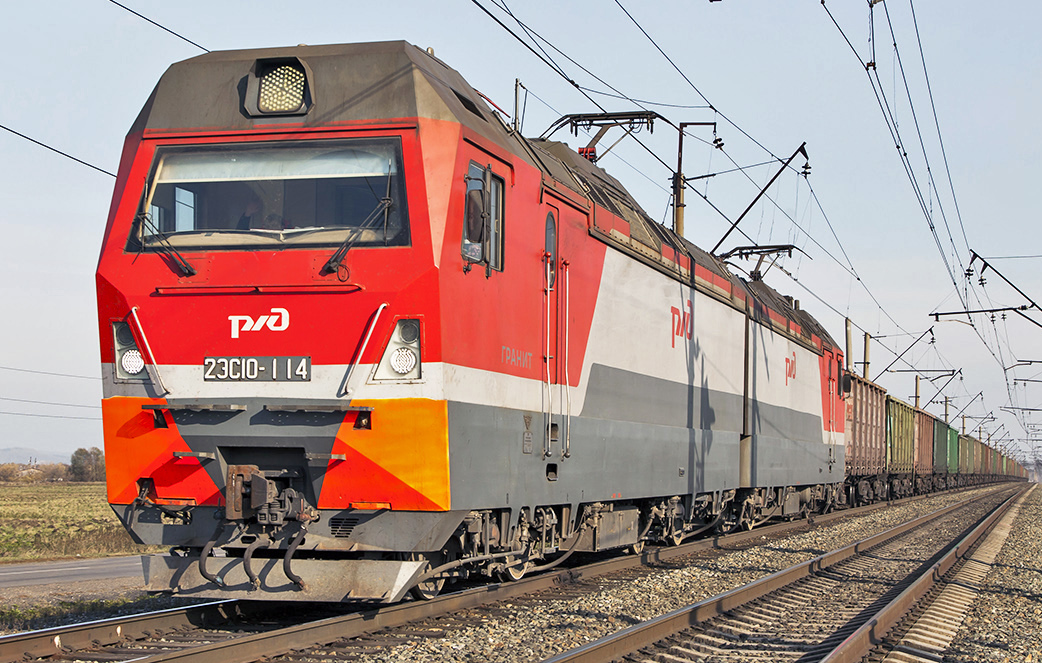
2ES10形 貨物用直流電気機関車「グラニット」（2車体連結型）
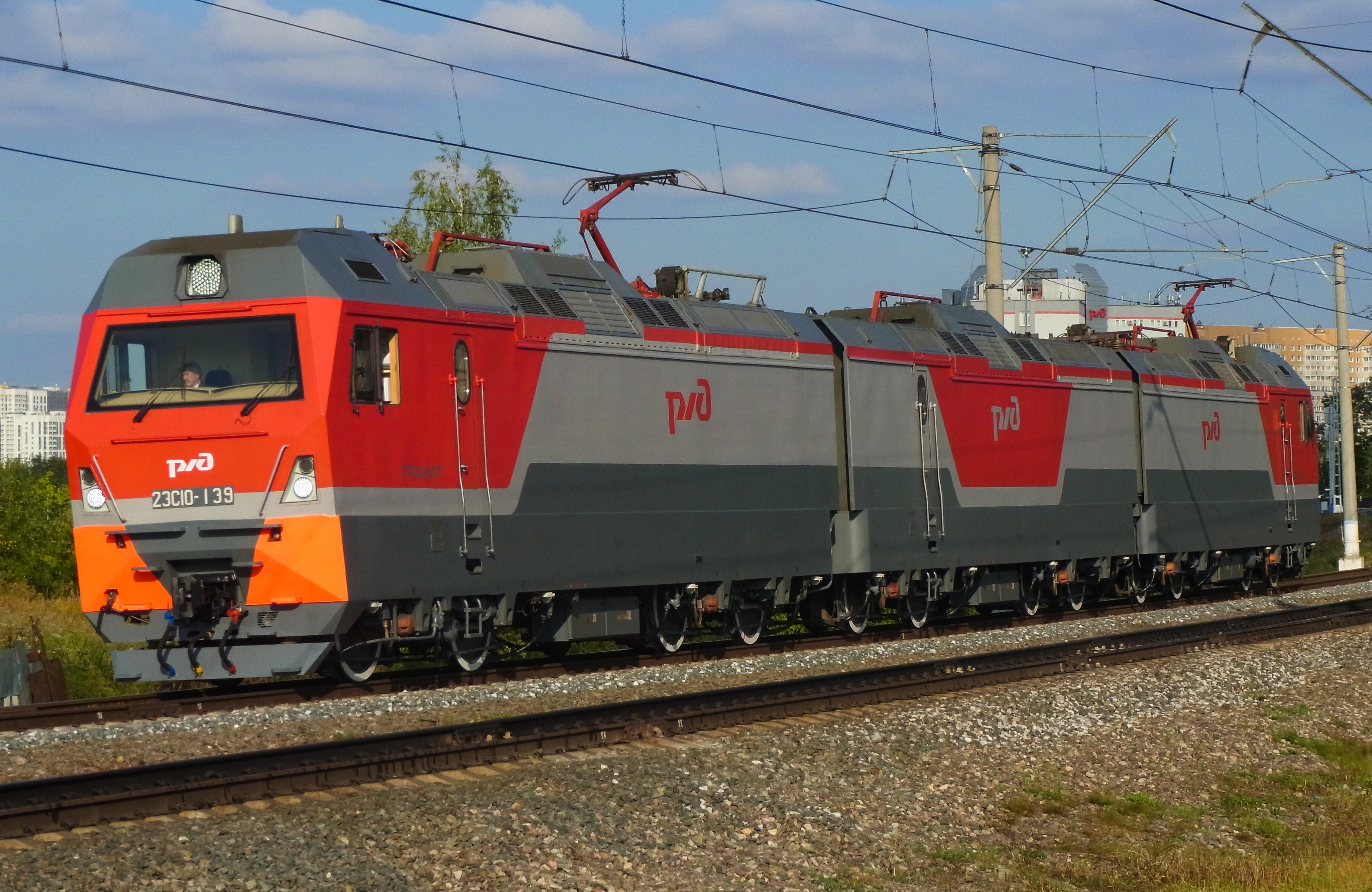
3ES10形 貨物用直流電気機関車「グラニット」（3車体連結型）

- 2ES6形（ロシア語版）
貨物用直流電気機関車「シナラ」（2車体連結型）[1][2]
- 3ES6形（ロシア語版）
貨物用直流電気機関車「シナラ」（3車体連結型）[2]
- 2ES7形（ロシア語版）
貨物用交流電気機関車（2車体連結型）[1][2]
- 3ES8形（ロシア語版）
貨物用直流電気機関車（3車体連結型）[2]
- 2ES10形（ロシア語版）
貨物用直流電気機関車「グラニット」（2車体連結型）[2][5]
- 3ES10形（ロシア語版）
貨物用直流電気機関車「グラニット」（3車体連結型）

### 電車

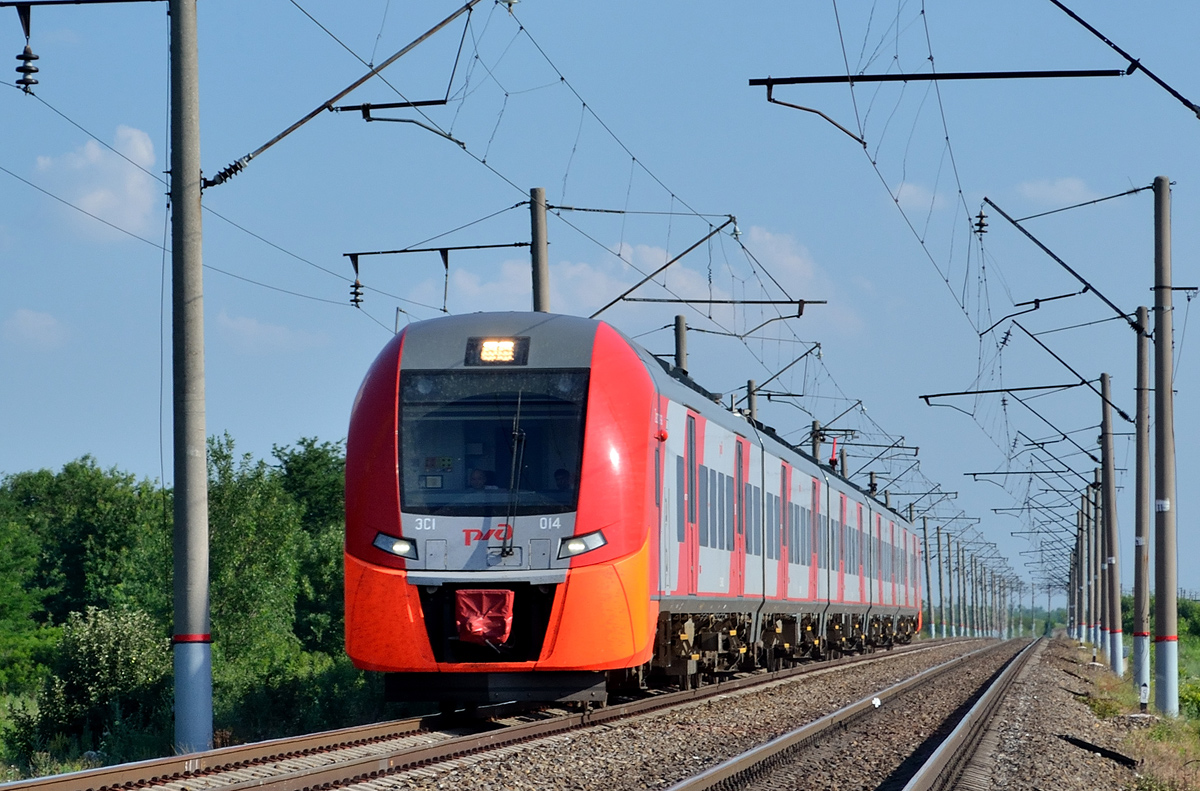
ES1形 交直流電車「ラースタチカ」
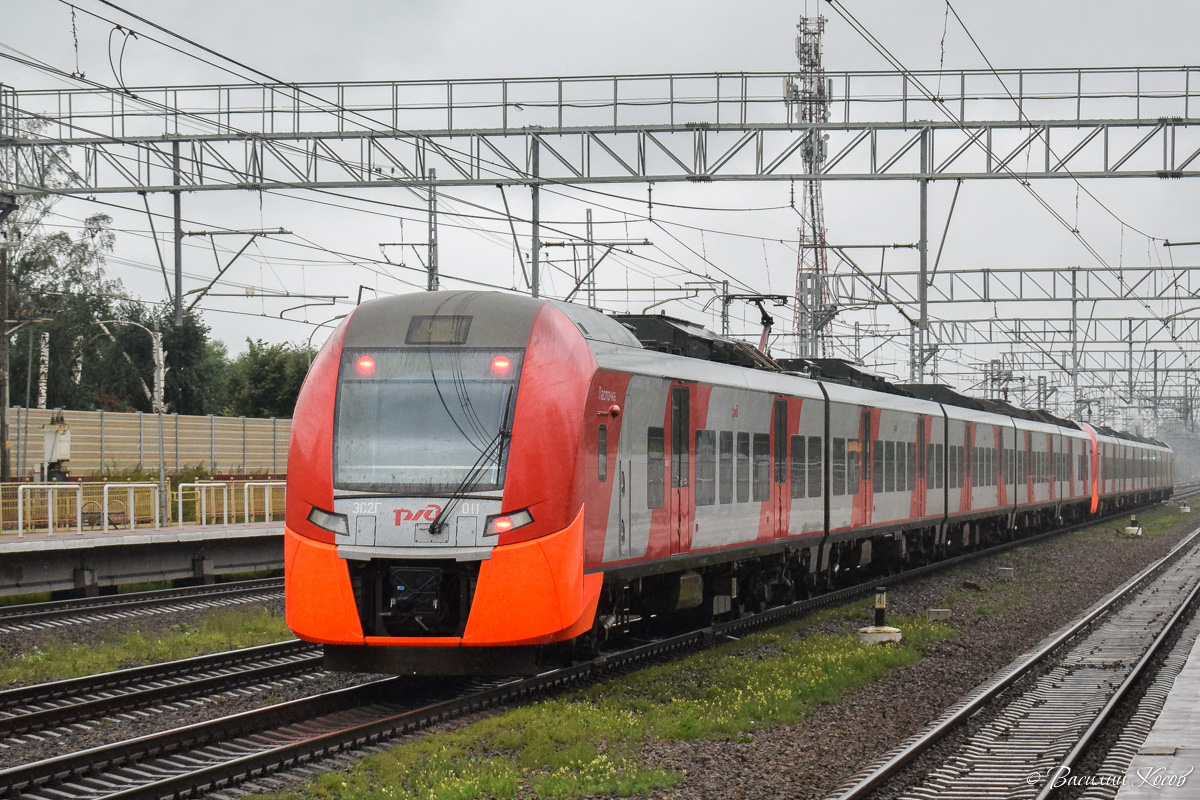
ES2G形 直流電車「ラースタチカ」
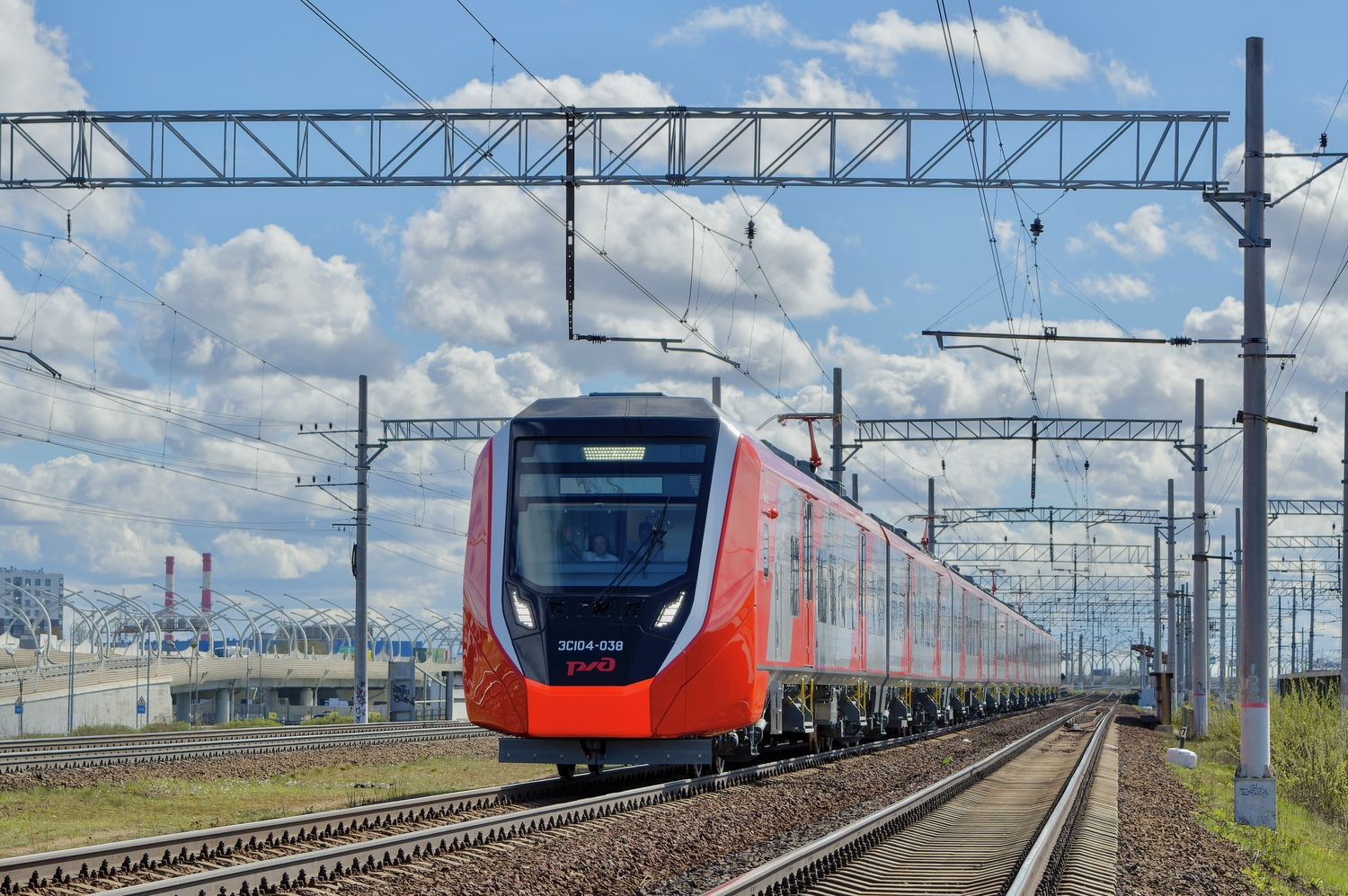
ES104形 直流電車「ラースタチカ」